# Turek Miklós
Turek Miklós (Gödöllő, 1973. október 16.) magyar színész, rendező, a Versszínház műfajalapítója.

## Élete
Turek Miklós 2000-ben diplomázott a Színház- és Filmművészeti Egyetem színész szakán. Mesterei Kerényi Imre és Huszti Péter voltak. Ezt követően egyszerre dolgozott színi társulatokban és filmforgatásokon.
Dolgozott a Madách (1999-2000) és a Vígszínházban (2000), a Győri (2000-2004) és a Tatabányai Színházban (2002). A színészélet már fiatalon legendás szerepekkel kínálta meg.

## Munkássága

### Színpadi szerepei
| Szerző             | Darab                        | Szerep               | Rendező                |
| ------------------ | ---------------------------- | -------------------- | ---------------------- |
| Heltai Jenő        | Néma levente                 | Agárdi Péter lovag   | Pinczés István         |
| Csehov             | Három nővér                  | Tusenbach báró       | Korcsmáros György      |
| Tennessee Williams | Nyár és füst                 | John Buchanan        | Fuks Andrea            |
| Harold Pinter      | Árulás                       | Jerry                | Csáki Rita             |
| Oscar Wilde        | Bumbury                      | Algernon             | Korcsmáros György      |
| Zerkovitz          | Csókos asszony               | Dorozsmai Pista      | Bor József             |
| Goldmann           | Oroszlán télen               | Fülöp francia király | Korcsmáros György      |
| Shakespeare        | Rómeó és Júlia               | Paris                | Korcsmáros György      |
| Barta Lajos        | Szerelem                     | Ifj. Biky            | Illés István           |
| Molnár Ferenc      | Ibolya                       | Zeneszerző           | Korcsmáros György      |
| Ránki-Hubay-Vas    | Egy szerelem három éjszakája | Gáspár               | Harsányi Sulyom László |
| Le Sage            | Pénzes-zsák                  | Möszijő Enyves       | Kőváry Katalin         |
| Reginald Rose      | 12 dühös ember               | 5. esküdt            | Kovács István          |
| Kiss József        | Oké, Néró                    | Caius Marcus         | Balázs Péter           |
| Dumas-Bolland      | A 3 testőr                   | Király               | Balatoni Mónika        |

#### Versszínház
A Versszínház színházi műfaj. Az előadások szövegkönyve egy-egy költő alkotásaiból áll, dramaturgiáját a költő életének fordulatai határozzák meg. A Versszínházi estek egyszerre nyújtanak teljes színházi élményt, és mutatják be a költő életét, valamint a költemények születésének körülményeit.
Turek Miklós 2004-ben mutatta be Faludy Györgyről szóló első önálló előadását, amivel a Fringe Fesztivál legjobb férfi előadója lett, és elnyerte a Kaleidoszkóp Fesztivál különdíját is. Programja később négyrészes Versszínházi előadássorozattá bővült, melyek Faludy György, József Attila, Radnóti Miklós és Petőfi Sándor költészetét és életét jelenítik meg színházi körülmények között.
Az előadások több mint 120 alkalommal kerültek színpadra Magyarországon, Németországban, Kanadában és az Egyesült Államokban, valamint magyarországi középiskolákban, mint az irodalom- és történelemoktatás kiegészítő segédanyaga.

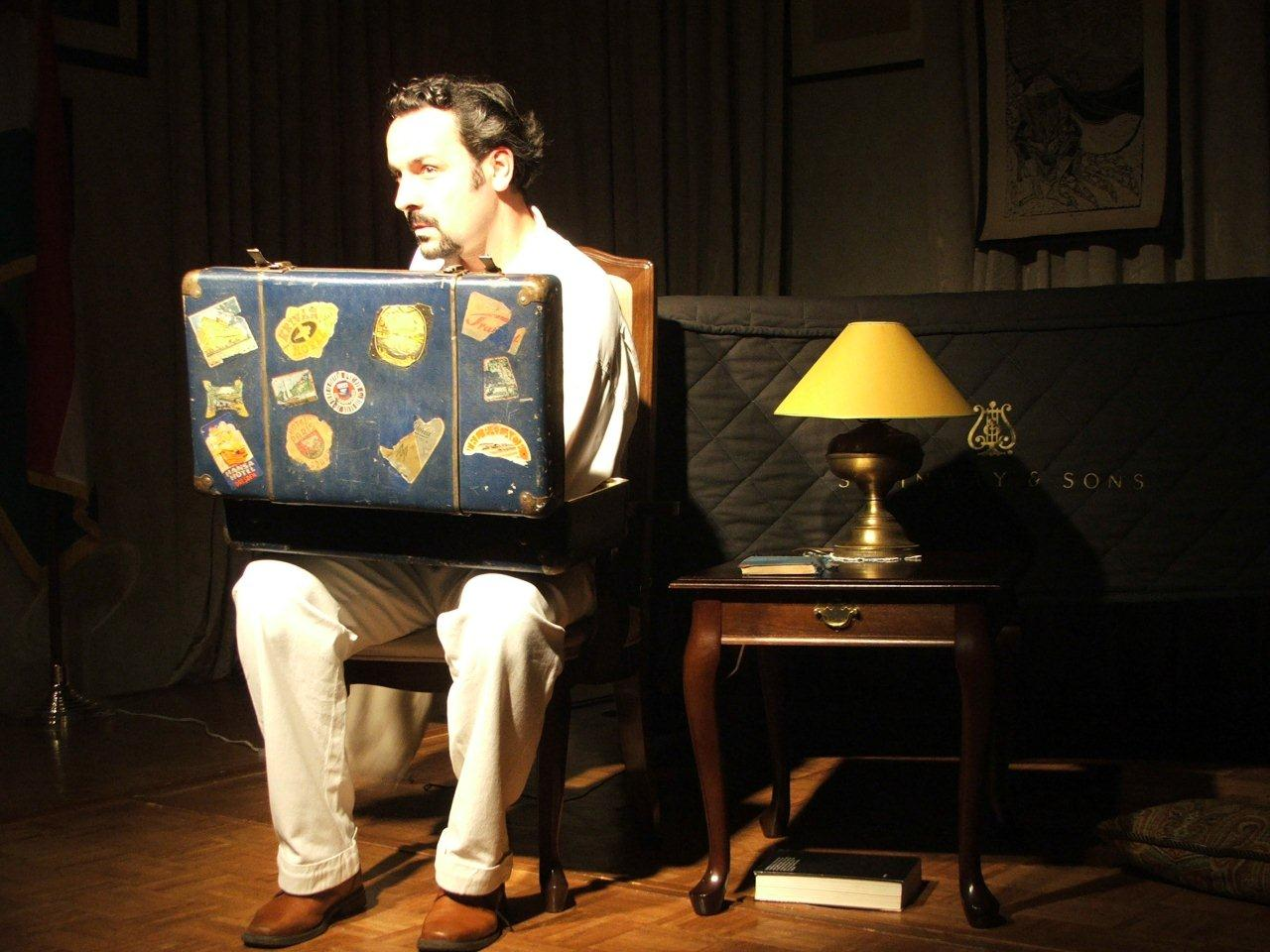
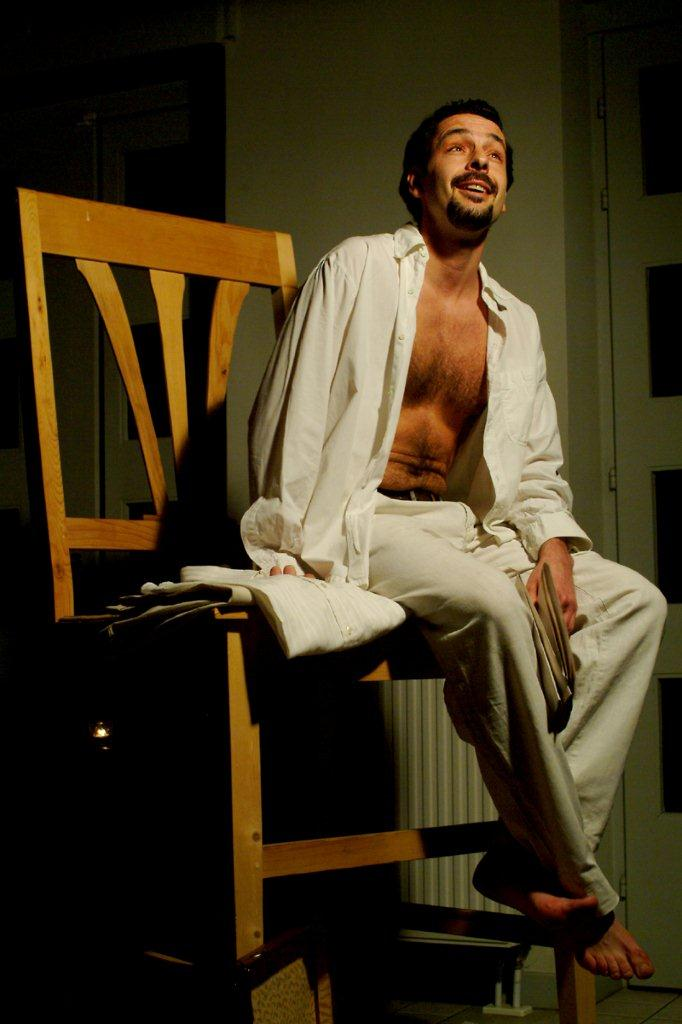
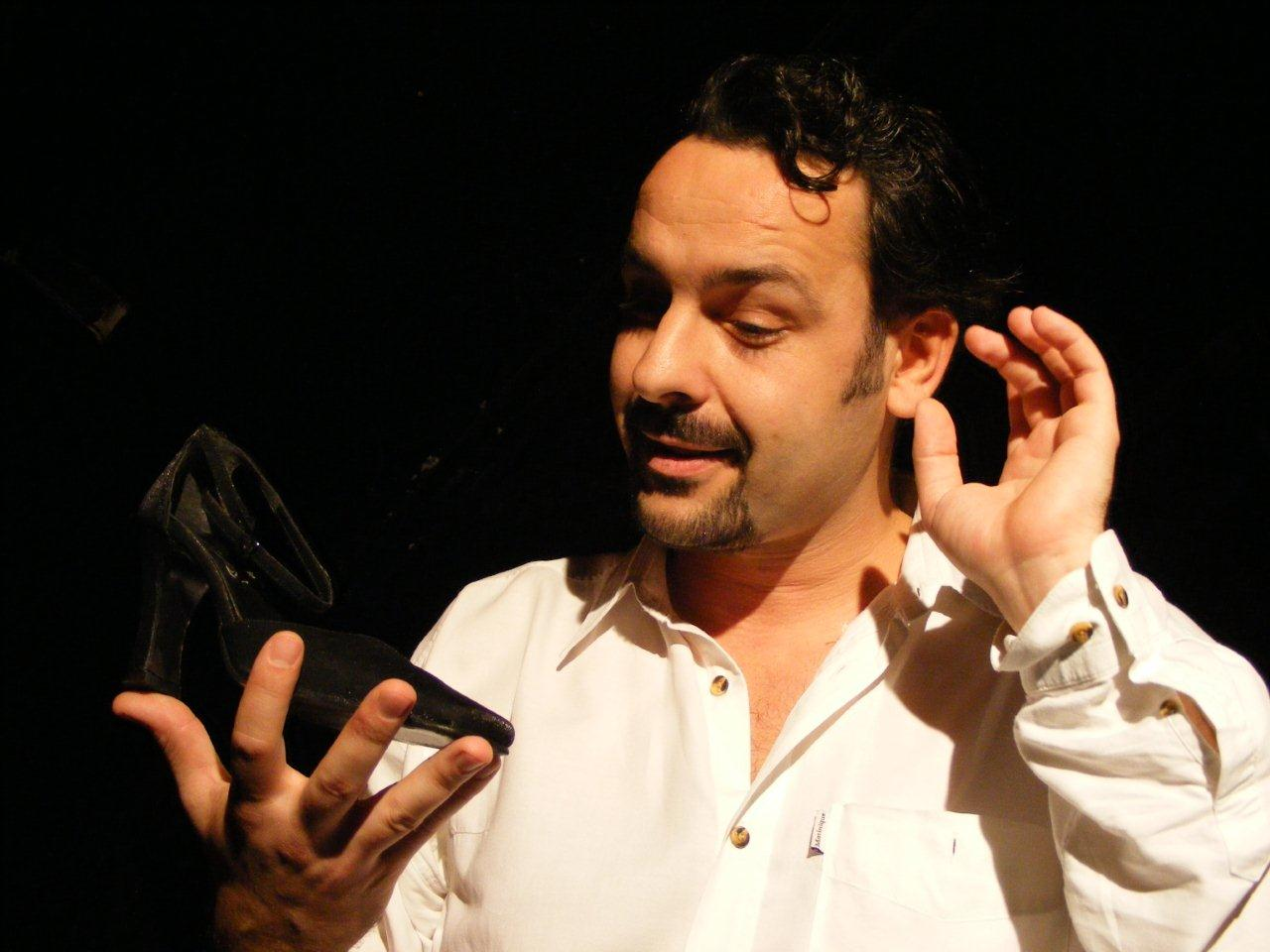
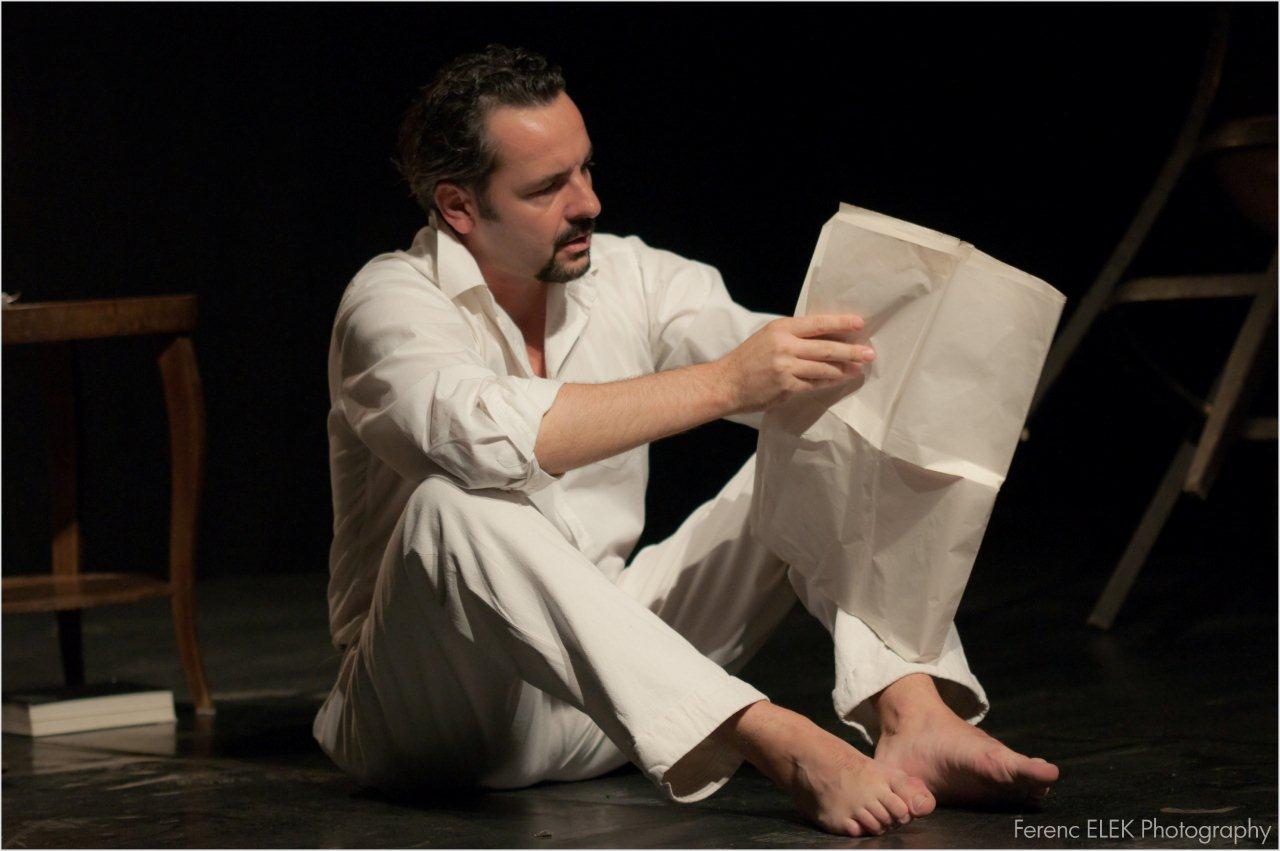
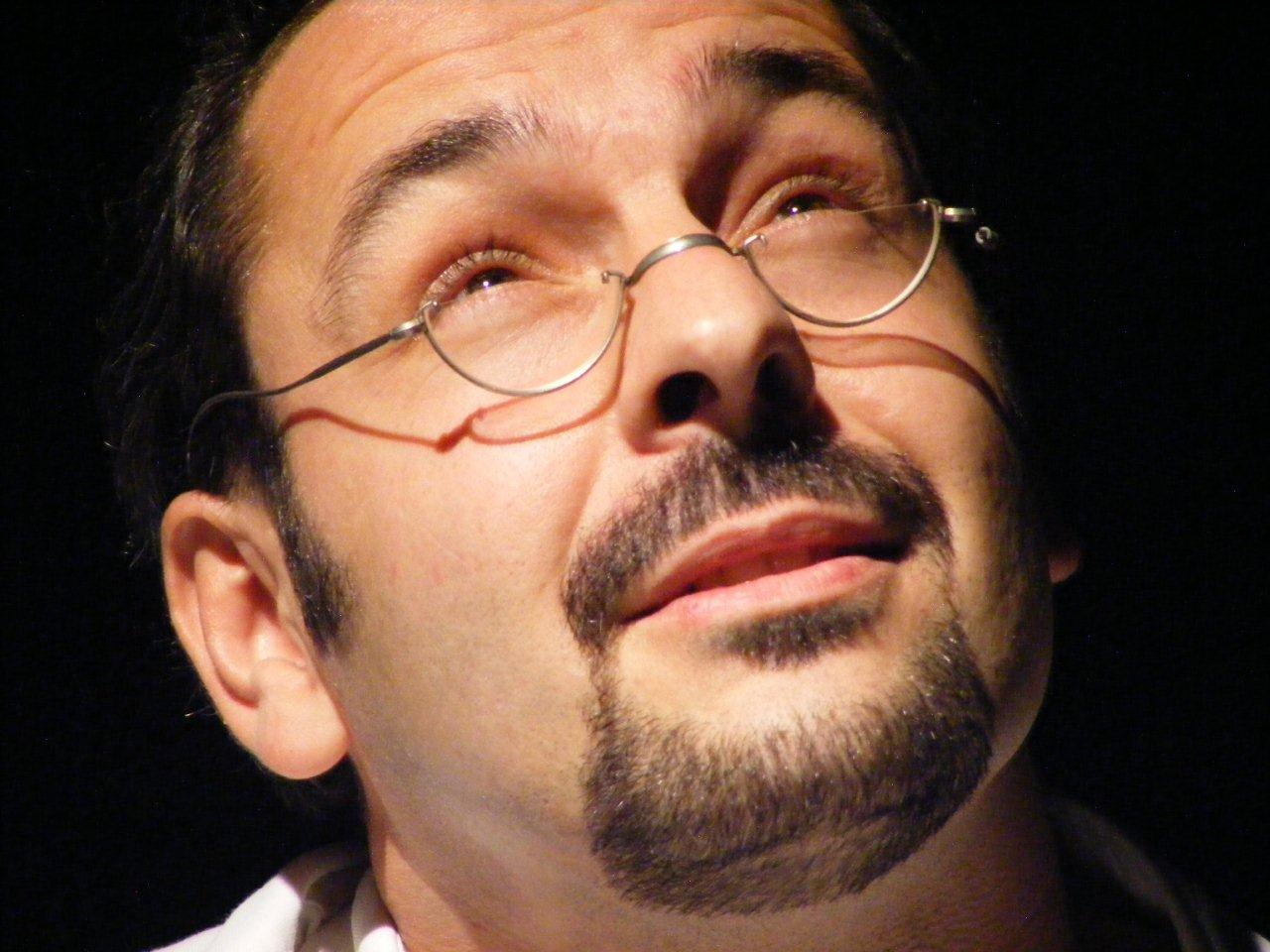

Jelenetképek a Szabadság - börtön - szabadság… avagy Rímes világnéző Faludy Györggyel című produkcióból:
A Versszínházi előadások premierjei
- Szabadság - börtön - szabadság… avagy Rímes világnéző Faludy Györggyel, 2004. augusztus 18. Hét-Rét Fesztivál, Őriszentpéter - Versszínházi előadás Faludy György életéről és költészetéről
- Nappal hold kél bennem..., 2006. február 11. Tető-Galéria, Budapest - Versszínházi előadás József Attila életének utolsó éjszakájáról és költészetéről
- Árny az árnyban, 2007. október 8.  Fészek Művész Klub, Budapest - Versszínházi előadás Radnóti Miklós életének utolsó évéről és költészetéről
- A Szőlőszem, 2009. november 14.  Petőfi Irodalmi Múzeum, Budapest - Versszínházi előadás Petőfi Sándor életéről és költészetéről

##### Színház a suliban
Turek Miklós Versszínházi produkciója visszatérő vendége a magyarországi középiskolák irodalom- és történelemóráinak. A rendhagyó tanórákra nyitott intézmények általában pályázat, vagy alapítványi támogatás segítségével szervezik meg az előadásokat. A rendezvények közönsége a végzős, illetve az irodalom és a színház irányában nyitott tanulókból, valamint azon osztályokból áll, amelyek a tananyagban épp az előadásban feldolgozott költővel foglalkoznak.
 Színház a suliban - Jelenetképek az Árny az árnyban című produkcióból

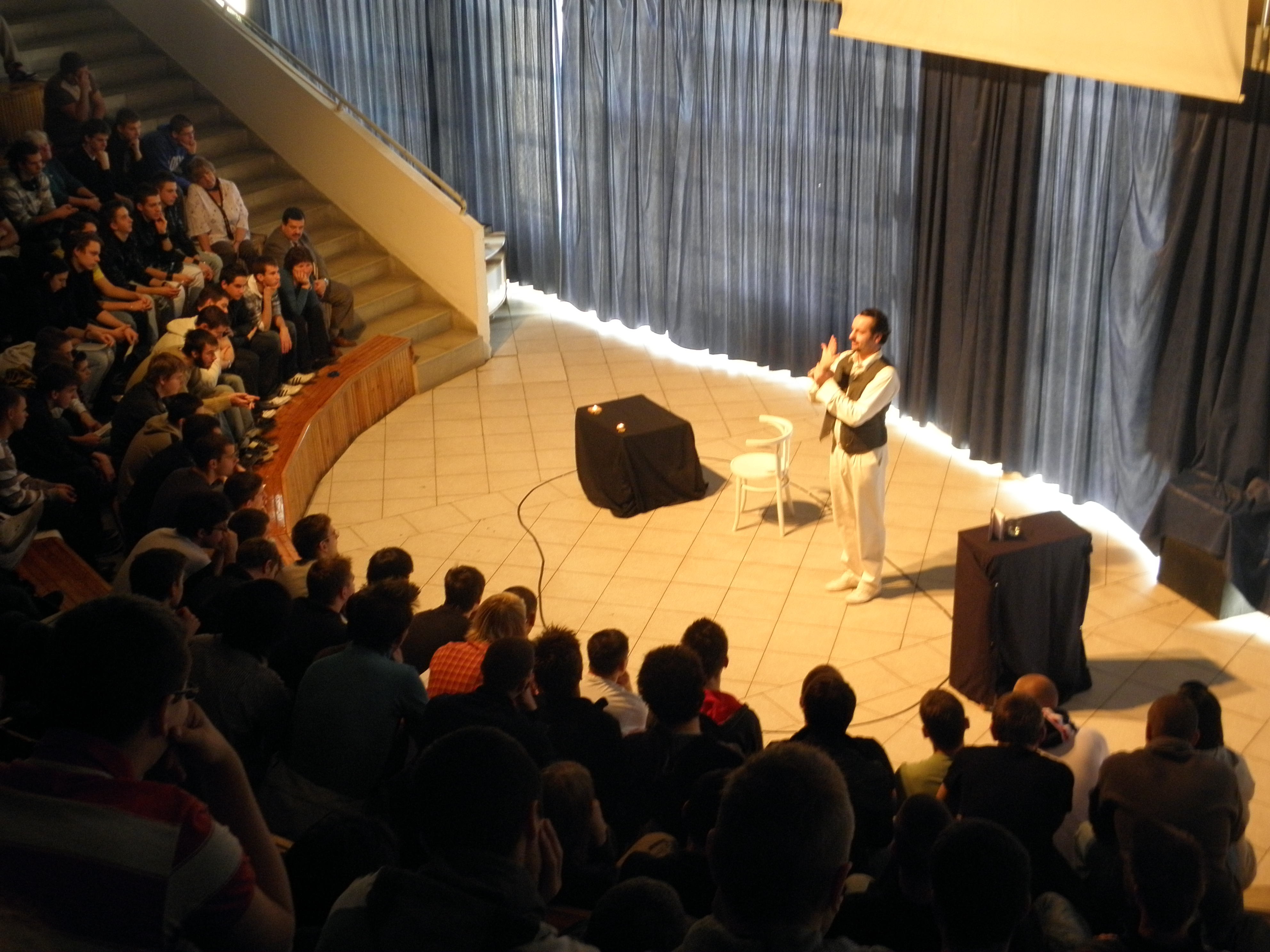
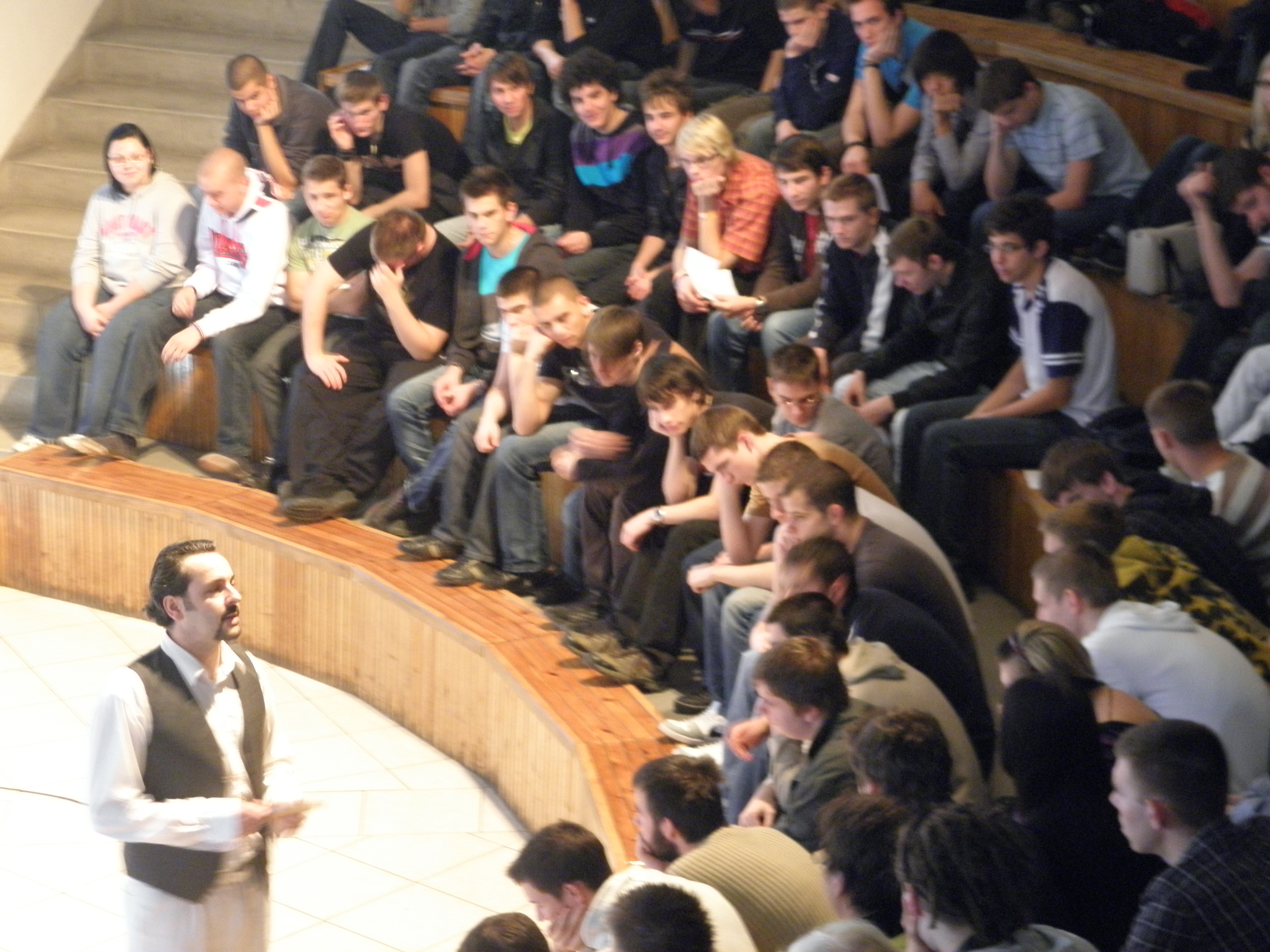
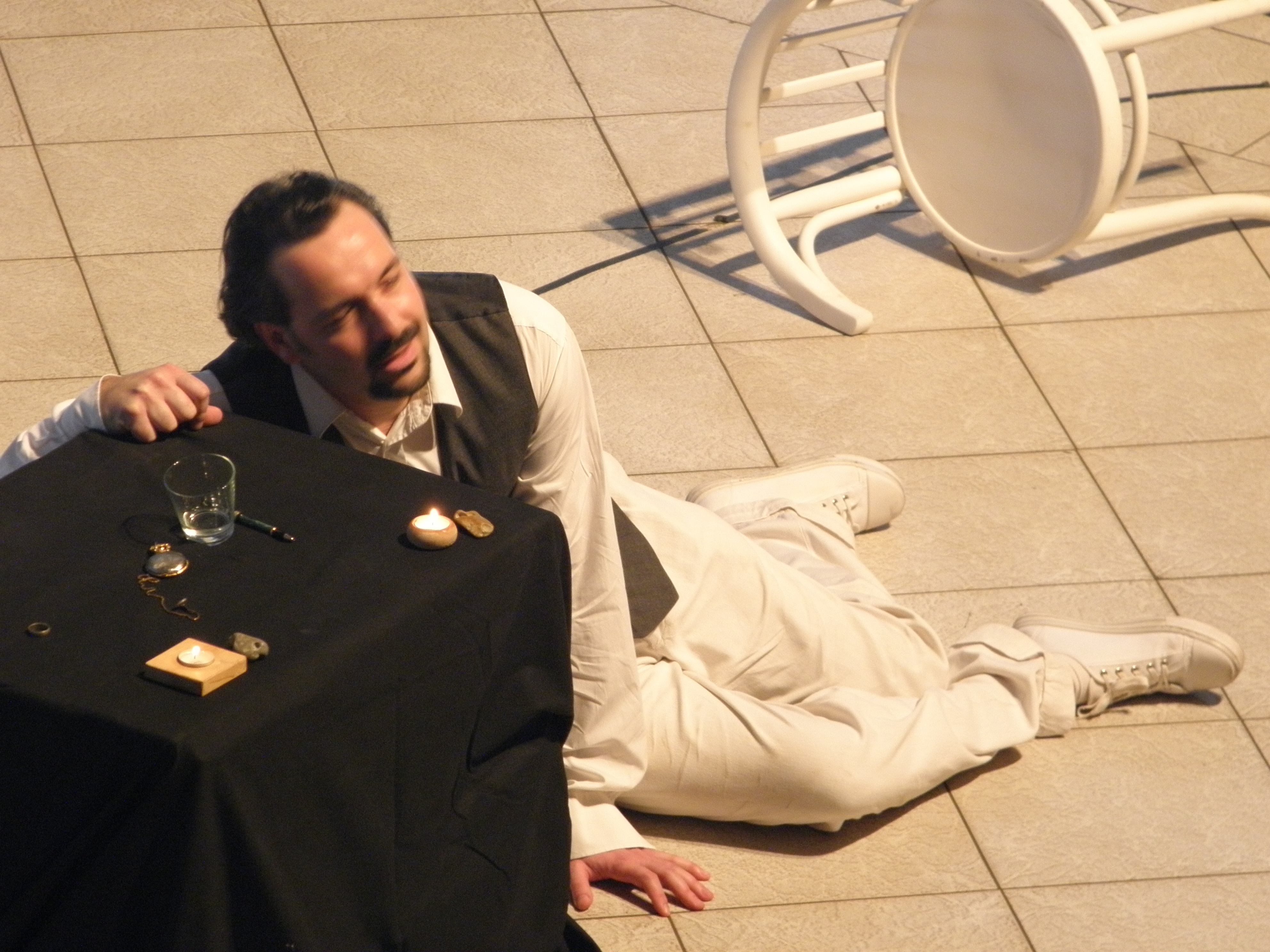

### Filmszerepei
- Mária, Jézus anyja (Mary, Mother of Jesus (1999)) Rendező: Kevin Connor
- Kisváros (tv-sorozat) Ökölharc a rádióban (1999)
- Kezdetektől vala (In the Beginning) (2000) Rendező: Kevin Connor
- Utolsó vacsora az Arabs Szürkénél (2001) Rendező: Jancsó Miklós
- Zsaruvér és Csigavér (2001) Rendező: Bujtor István
- Dinotópia - Őslények szigete (2002) Rendező: Marco Brambilla
- Tarka képzelet – Renoir álmai (kísérleti kisjátékfilm) (2003) Rendező: Groó Diana
- Tarka képzelet – Rousseau álmai (kísérleti kisjátékfilm) (2004) Rendező: Groó Diana
- Szabadság, szerelem (2006) Rendező: Goda Krisztina
- Lora (2007) Rendező: Herendi Gábor
- Jóban Rosszban (Tv-sorozat) (2007, 2015–2016) Rendező:
- Diplomatavadász – Egy forró vérű görög (2010) Rendező: N. Forgács Gábor
- Barátok közt (Tv-sorozat) (2010) Rendező:
- Munkaügyek (TV-sorozat) (2014) Rendező: Márton István
- Hacktion: Újratöltve (TV-sorozat) (2014)
- 200 első randi (TV sorozat, 2019)
- Pepe (TV-sorozat, 2023)
- …a szomszéd tehene (TV-sorozat, 2024)

### Egyéb fellépései
- Versmondó - Március 15-i állami ünnepség a Nemzeti Múzeumnál (1998, 2003)
- Műsorvezető - Október 23-i állami ünnepség az Operaházban (2001)
- Versmondó - Weöres Sándor-est a Győri Nemzeti Színházban (2002)
- Előadó - Összeállítás Márai Sándor írásaiból a Győri Bábszínházban (2003)
- Versmondó - Arany és Petőfi című irodalmi est a Győri Nemzeti Színházban és másutt (2004)
- Versmondó - Faludy György 95. születésnapja alkalmából rendezett ünnepségen a Nemzeti Színházban (2005)
- Élő narrátor – Séta a dinoszauruszokkal (Walking with Dinosaurs) világ-show magyarországi élő szinkron narrátora

### Reklámszerepei
- Budapest Bank (Zoltán és Emese reklámfilmek)(2007-)
- CIB Bank
- Citi Bank
- K & H Bank
- Pannon
- Pantel
- Septofort
- Snickers
- Volkswagen (1998)

## Elismerései
- Legjobb férfi előadó – Budapest Fringe Fesztivál (2007)
- Különdíj - Kaleidoszkóp Fesztivál (2006)